# Bewantolol
Bewantolol (łac. bevantololum) – organiczny związek chemiczny, kardioselektywny lek należący do grupy β1-blokerów.